# 汤姆·卡拉汉
托马斯·弗朗西斯·卡拉汉（英語：Thomas Francis Callahan，1921年6月2日—1996年10月3日），美国BAA联盟前职业篮球运动员。